# 卡尔·恩克尔
卡尔·约翰·亚历克西斯·恩克尔（瑞典語：Carl Johan Alexis Enckell，1876年6月7日—1959年3月26日），芬兰政治家、外交官和商人，曾担任四届内阁的外交部长。

## 生平
卡尔·恩克尔出生于俄罗斯帝国的圣彼得堡，他年轻时曾加入俄罗斯帝国卫队，后由于对其薪水和迟迟未获得晋升感到不满，他就此退伍赴德国学习机械工程。1903年，恩克尔毕业后相继在库桑科斯基造纸厂与赫尔辛基的工程公司工作，并在整个1910年代中活跃于多个雇主组织。
1917年俄国十月革命前夕，恩克尔被任命为芬兰驻圣彼得堡事务大臣。1917年12月6日，《芬兰独立宣言》发表之后，恩克尔致力于使芬兰的独立地位获得国际认可。其后几年间，他担任芬兰驻法国公使兼常驻国际联盟代表，他在奥兰群岛争端中成功地维护了芬兰的利益，他曾陆续在三届短暂的内阁中担任过外交部长。
恩克尔于1920年代后期重新回到金融部门工作，直到1944年他为挽救国家危机又再度重返政坛。他担任外长期间带领芬兰退出了第二次世界大战，并成功与苏联恢复了邦交关系，他也为战后芬兰灵活的外交政策做出了杰出的贡献。
恩克尔娶了德国出生的露西·庞森比-里昂，他们一共有四个孩子，其中拉尔夫·恩克尔亦成为了著名的外交官。